# Shepp-Logan-Phantom

Bild des Shepp-Logan-Phantoms

Das Shepp-Logan-Phantom ist ein standardisiertes Testbild, das von Larry Shepp und Benjamin F. Logan für ihre 1974 veröffentlichte Arbeit The Fourier Reconstruction of a Head Section erstellt wurde.  Es dient als Modell eines menschlichen Kopfes für die Entwicklung und Prüfung von Bildrekonstruktionsalgorithmen.

## Definition
Die Funktion, die das Phantom beschreibt, ist definiert als die Summe von 10 Ellipsen innerhalb eines {\displaystyle 2\times 2} Quadrats:
| Ellipse | Mittelpunkt    | Hauptachse | Nebenachse | Theta | Grauwert |
| ------- | -------------- | ---------- | ---------- | ----- | -------- |
| a       | (0,0)          | 0.69       | 0.92       | 0     | 2        |
| b       | (0,−0.0184)    | 0.6624     | 0.874      | 0     | −0.98    |
| c       | (0.22,0)       | 0.11       | 0.31       | −18°  | −0.02    |
| d       | (−0.22,0)      | 0.16       | 0.41       | 18°   | −0.02    |
| e       | (0,0.35)       | 0.21       | 0.25       | 0     | 0.01     |
| f       | (0,0.1)        | 0.046      | 0.046      | 0     | 0.01     |
| g       | (0,−0.1)       | 0.046      | 0.046      | 0     | 0.01     |
| h       | (−0.08,−0.605) | 0.046      | 0.023      | 0     | 0.01     |
| i       | (0,−0.605)     | 0.023      | 0.023      | 0     | 0.01     |
| j       | (0.06,−0.605)  | 0.023      | 0.046      | 0     | 0.01     |